# Subfluoruro de plata
El subfluoruro de plata es el compuesto químico inorgánico de fórmula Ag2F. Este es un ejemplo inusual de un compuesto donde el estado de oxidación de la plata es fraccional. El compuesto se produce por reacción de plata y fluoruro de plata (I):
Ag  +  AgF   →   Ag2F
Forma pequeños cristales con un reflejo de bronce y es un buen conductor de la electricidad. En contacto con el agua, se produce una hidrólisis casi instantánea con la precipitación de polvo de plata (Ag).

## Estructura cristalina
el subfluoruro de plata adopta la estructura cristalina anti-CdI2, es decir, la misma estructura que el yoduro de cadmio, CdI2, pero con centros "Ag½ +" en las posiciones I− y F− en las posiciones Cd2+. La distancia más corta entre los átomos de plata es 299,6 pm (en comparación con 289 pm en el metal).